# Станимир Стоянов (журналист)
Станимир Стоянов е български спортен журналист, основател на сайта за футболни новини Football24.bg.

## Биография
Роден е на 24 май 1985 година в град Бургас, където завършва своето средно образование. Занимава се активно със спорт, като основно тренира баскетбол.
Записва икономика в УНСС, който завършва през 2008 година, междувременно работи за спортния сайт Sportal.bg.
През 2010 година напуска сайта и скоро след това основава Football24.bg, като идеята е да се обърне основно внимание на аматьорския и детски футбол.
Тренира във всички юношески формации на БК Черноморец Бургас, където играе на поста гард. Дебютира на 16 години в мъжкия отбор на Черноморец. След това играе и в Спортист Своге. След това играе активно баскетбол на аматьорско ниво, като част от отбора „Манянас“ участва в столичния шампионат за аматьори и студентското първенство. През 2011 година става шампион на столичния шампионат, след като на финала побеждават отбора на No Frame.
Капитан на баскетболния отбор на УНСС, с който спечелва Държавното първенство през 2009 година. С отбора на УНСС участва на Европейско студентско първенство през 2010 година.
От 2011 година, заедно с Община Бургас организира турнир по Плажен Футбол, който става ежегоден и ще се провежда през месец юли.
През 2012 година ръководеният от Стоянов футболен сайт е партньор на Професионалната футболна лига при организирането на финалите за Купа на България по футбол и Суперкупа на България, които се играят на стадион стадион „Лазур“, и са спечелени от ПФК Лудогорец (Разград).